# Nezumia polylepis
Nezumia polylepis és una espècie de peix de la família dels macrúrids i de l'ordre dels gadiformes.

## Morfologia
- Els mascles poden assolir 14,3 cm de llargària total.[6][7]

## Hàbitat
És un peix d'aigües profundes que viu entre 353-786 m de fondària.

## Distribució geogràfica
Es troba a l'Índic: Zanzíbar i Badia de Bengala.